# Cost mitjà ponderat de capital
El cost mitjà ponderat del capital (CMPC) (en anglès, Weighted Average Cost of Capital, abreujat com a WACC) és la taxa de descompte que cal utilitzar per determinar el valor present d'un flux de caixa futur, en un procés de valoració d'empreses, actius o projectes. El flux de caixa que es fa servir en un procés de valoració és el flux de caixa lliure, és a dir, el flux de caixa que generaria l'actiu que cal valorar sense tenir en compte cap entrada o sortida de caixa relacionada amb el finançament (generalment ´despesa financera i l'estalvi fiscal que genera).
El CMPC és un concepte bàsic de les finances, i la seva teoria i aplicacions es troben a la majoria dels llibres de textos de Finances Corporatives. Dos dels textos traduïts a l'espanyol són Ross et al. (2012) i Brealey et al. (2004).

## Càlcul
En cas d'existir només deute (D de debt) i patrimoni (E de equity) en una empresa (és a dir en el cas més simple), el CMPC es defineix com:
{\displaystyle WACC=K_{e}{\frac {E}{E+D}}+K_{d}(1-T){\frac {D}{E+D}}}
WACC: Mitjana Ponderada del Cost de Capital;
K e : taxa de cost d'oportunitat dels accionistes. Generalment es fa servir el mètode del CAPM (capital asset pricing model) per obtenir-la;
E: Mont de Equity o Capital aportat pels accionistes;
D: Monto de Deute financer contret;
K d : taxa de cost del deute financer;
T: Taxa d'impostos corporatius, a les utilitats de les empreses.
El terme (1 – T) es coneix com a «escut fiscal» o, en anglès, tax shield.
Per calcular correctament aquesta taxa de descompte s'ha d'utilitzar el valor de mercat del capital dels accionistes i del deute (en oposició al valor comptable).